# Michael Poryes
Michael Poryes é um produtor e diretor de televisão estadunidense. Foi o criador das séries Hannah Montana (2006-2011) e 'As Visões da Raven (2003-2007), exibidas pelo Disney Channel. Atualmente, criou uma nova série Life with Boys, exibida pela Nickelodeon.